# Aída Zamora
Aída Angélica Zamora (* 23. November 1987) ist eine mexikanische Handballspielerin, die in der Disziplin Beachhandball als Abwehrspielerin Mitglied der mexikanischen Nationalmannschaft ist.

## Hallenhandball
Aída Zamora spielt für die Asociación de Handball del Estado de Colima in Colima, einer der mexikanischen Hochburgen im Handball.

## Beachhandball
Ihre weitaus größeren Erfolge feierte Zamora als „Spätberufene“ bislang im Beachhandball. Als nach einer längeren Spielpause aufgrund der COVID-19-Pandemie der internationale Spielbetrieb für Mexiko erst wieder anlief, wurde Zamora für die Nor.Ca. Beach Handball Championships 2022 erstmals für die Nationalmannschaft berufen. Sie erreichte in Mexiko das Finale gegen die Vereinigten Staaten und konnte es vor eigenem Publikum in Acapulco auch gewinnen. Damit qualifizierte sich Mexiko nicht nur für die Weltmeisterschaften 2022 in Iraklio auf Kreta, sondern auch für die World Games 2022 in Birmingham und die erstmals ausgetragenen Beachgames Zentralamerikas und der Karibik 2022 in Santa Marta, Kolumbien.
Für die beiden Turniere auf Weltebene wurde allerdings Fernanda Rivera statt Zamoras an die Seite von Andrea de León und Lucía Berra in die Abwehrreihe Mexikos berufen. Beide Turniere verliefen für Mexiko weniger gut und brachten jeweils vorletzte Ränge. Jahresabschluss wurde das Turnier bei den Central American and Caribbean Sea and Beach Games. Mexiko gewann hier die ersten vier seiner fünf Vorrundenspiele und verlor nur das letzte Spiel gegen Puerto Rico, nachdem der erste Platz nicht mehr zu nehmen war. Nach einem etwas wackeligen Sieg im Halbfinale über die Dominikanische Republik stand ein sicherer Sieg im Finale über die Gastgeberinnen aus Venezuela und damit der zweite Titelgewinn des Jahres. Als einzige der mexikanischen Feldspielerinnen blieb sie im gesamten Turnierverlauf ohne eigenen Torerfolg. Bei beiden Titelgewinnen und damit den beiden bisherigen Titelgewinnen Mexikos war Zamora Teil der Mannschaft.

## Belege und Anmerkungen
1. ↑  Karla Gabriela Gómez Torres: Banadas en oro y Bronce Llegan a Colima las Atletas de Handball. In: Diario de Colima vom 17. Mai 2007, Seite 2-C.
2. ↑  Va Colima y México al mundial de handball de playa femenil, en Grecia. Abgerufen am 19. November 2022 (spanisch).
3. ↑  Mexikanische Delegation (Memento vom 18. November 2022 im Internet Archive)
4. ↑  Mexikanische Kader bei den Beachgames Zentralamerikas und der Karibik 2022
5. ↑  Afmedios / Redacción: Colimenses llevan a México a ganar oro en balonmano femenil de playa de Juegos Centroamericanos y del Caribe, en Colombia. In: AFmedios .- Agencia de Noticias. Abgerufen am 7. Januar 2023 (spanisch).

| Personendaten    | Personendaten                              |
| ---------------- | ------------------------------------------ |
| NAME             | Zamora, Aída                               |
| ALTERNATIVNAMEN  | Zamora, Aída Angélica (vollständiger Name) |
| KURZBESCHREIBUNG | mexikanische Handballspielerin             |
| GEBURTSDATUM     | 23. November 1987                          |